# Cannon Fodder
Cannon Fodder (littéralement « Chair à canon ») est une série de jeux vidéos sur le thème de la guerre développés par Sensible Software, commençait avec Cannon Fodder premier du nom. Une suite, Cannon Fodder 2, est sortie en 1994 pour Amiga et DOS. Un troisième jeu, Cannon Fodder 3, est réalisé par un développeur russe et sort en anglais en 2012.